# Waldemar Falkman
Oskar Waldemar Falkman, född den 26 januari 1843 i Malmö, död den 22 februari 1923 i Stockholm, var en svensk militär. Han var son till Ludvig B. Falkman.
Falkman blev underlöjtnant vid Närkes regemente 1864, löjtnant där 1870, kapten där 1878, major där 1890, vid Södermanlands regemente 1893 och överstelöjtnant vid Gotlands infanteriregemente 1895. Som överstelöjtnant blev han tillförordnad chef för Norra skånska infanteriregementet 1896. Falkman befordrades till överste i armén 1898 och var ordinarie regementschef 1899–1904. Han blev riddare av Svärdsorden 1885, kommendör av andra klassen av samma orden 1901 och kommendör av första klassen 1905. Falkman är begravd på Norra begravningsplatsen utanför Stockholm.